# بيل غيلمور
بيل غيلمور (بالإنجليزية: Bill Gilmour)‏ هو مخرج بريطاني، ولد في 17 مارس 1939 في Peebles ‏ في المملكة المتحدة.

## وصلات خارجية
- بيل غيلمور على موقع IMDb (الإنجليزية)
- بيل غيلمور على موقع قاعدة بيانات الفيلم (الإنجليزية)